# Löwenstein-Wertheim

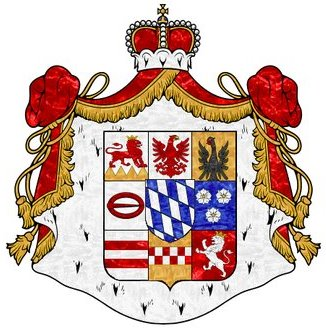
Armas de Löwenstein-Wertheim-Rosenberg.

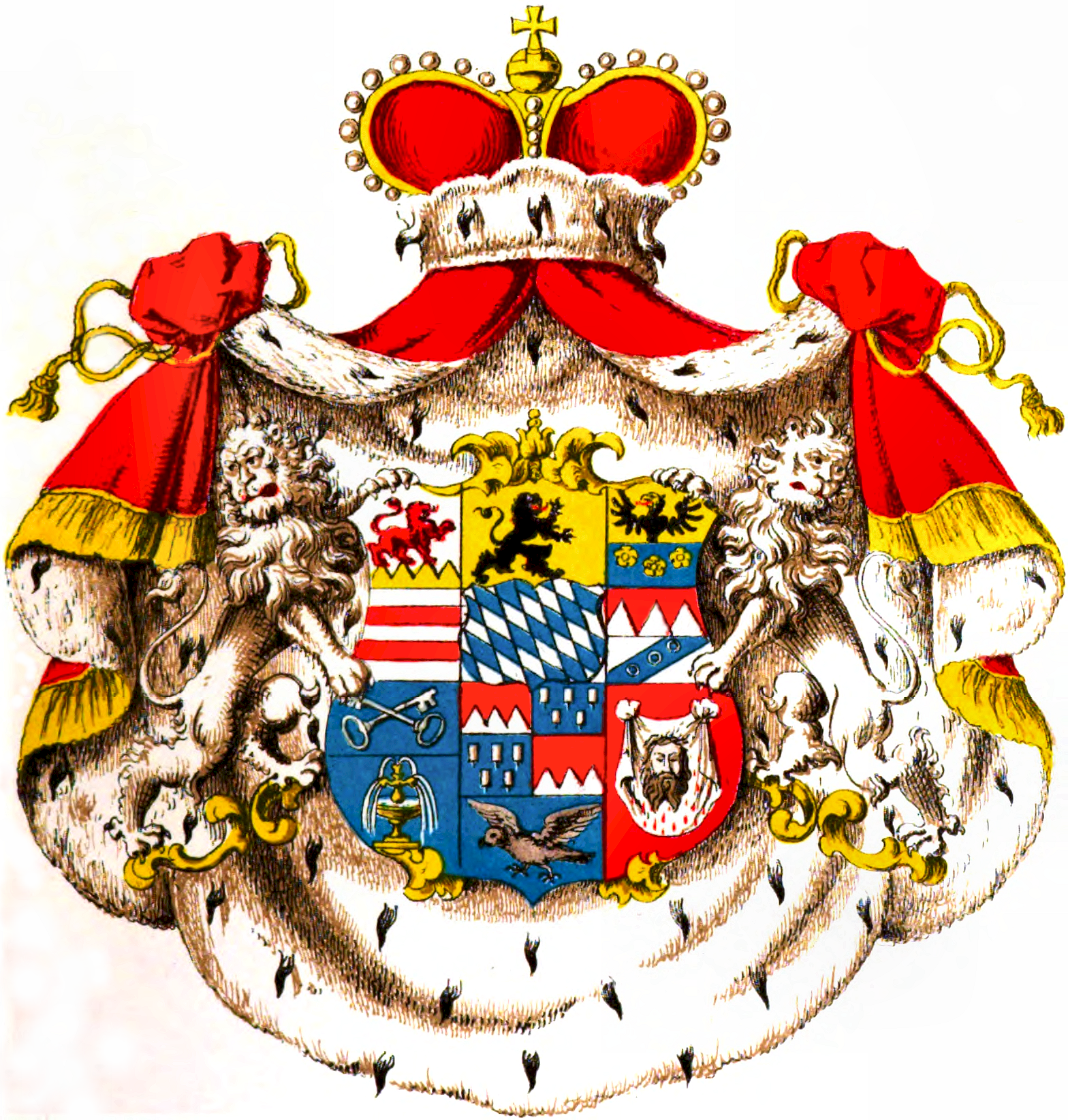
Armas de Löwenstein-Wertheim-Freudenberg.

Löwenstein-Wertheim fue un condado del Sacro Imperio Romano Germánico, parte del Círculo de Franconia. Fue formado de los condados de Löwenstein (con base en la ciudad de Löwenstein) y Wertheim (con base en la ciudad de Wertheim a orillas del Meno) y desde 1488 hasta 1806 fue gobernado por la Casa de Löwenstein-Wertheim, quienes son descendientes morganáticos (y la línea más antigua, sénior) de la rama del Palatinado de la Casa de Wittelsbach.

## Historia

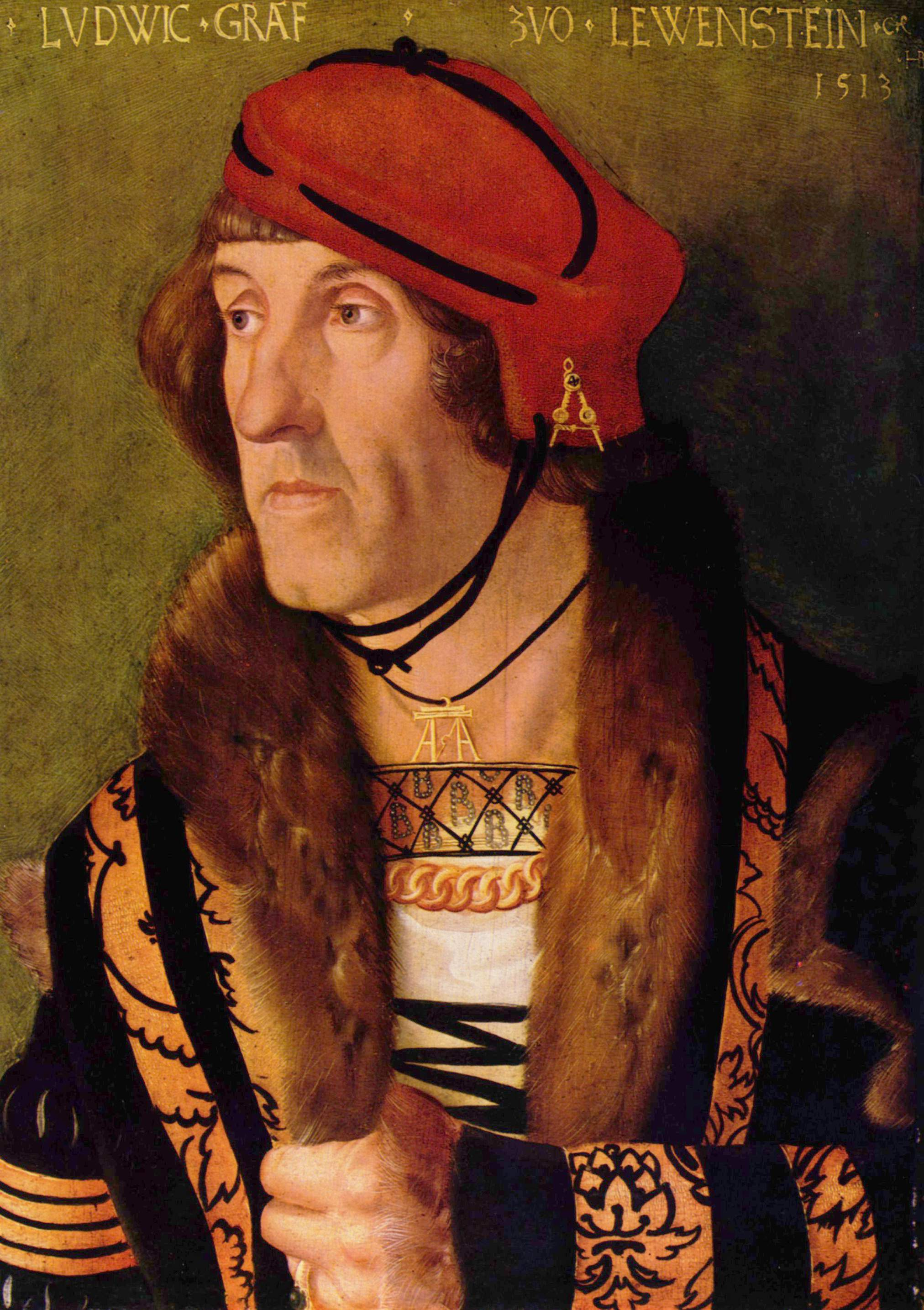
El Conde Luis I de Löwenstein (1494-1524), hijo morganático del Elector Federico I del Palatinado

El condado de Löwenstein pertenecía a una rama de la familia de condes de Calw antes de 1281, cuando fue adquirido por el rey alemán Rodolfo I de Habsburgo, quien lo regaló a su hijo natural Alberto. En 1441 Enrique, uno de los descendientes de Alberto, lo vendió al Conde Palatino Federico I del Rin, jefe de la rama palatina de la casa de Wittelsbach, y más tarde sirvió como una porción para Luis (1494-1524), un hijo del elector por su matrimonio morganático, quien se convirtió en un conde del Imperio en  1494. Luis obtuvo Löwenstein en Suabia y recibió del emperador Maximiliano I el título de Conde de Löwenstein.
La familia perdió Löwenstein en favor de Ulrico, Duque de Wurtemberg, pero Luis III, Conde de Löwenstein, a través de su matrimonio con Ana, heredera del Condado de Wertheim, recuperó el territorio. Luis III dejó dos hijos: Cristóbal Luis, un luterano, y Juan Teodorico, quien permaneció en el catolicismo; así la familia fue dividida en dos: Löwenstein-Wertheim-Freudenberg, la rama luterana, y Löwenstein-Wertheim-Rosenberg, católica. Con la disolución del Imperio alemán en 1806 y el protocolo de Fráncfort de 20 de julio de 1819, todas las ramas de la familia fueron mediatizadas. El condado fue desmantelado en 1806 y su territorio fue dividido entre Baviera, Baden, Wurtemberg y Hesse.
Los actuales monarcas de Bélgica, Luxemburgo y Liechtenstein, así como los pretendientes a los tronos de Portugal, Italia (rama napolitana), Baviera y Austria-Hungría son descendientes (no en la línea masculina) de la rama de Rosenberg. Ruperto zu Löwenstein, el prolongado gestor financiero de The Rolling Stones, era un miembro de la rama de Freudenberg.

## Gobernantes de Löwenstein

### Condes de Löwenstein (1494-1571)

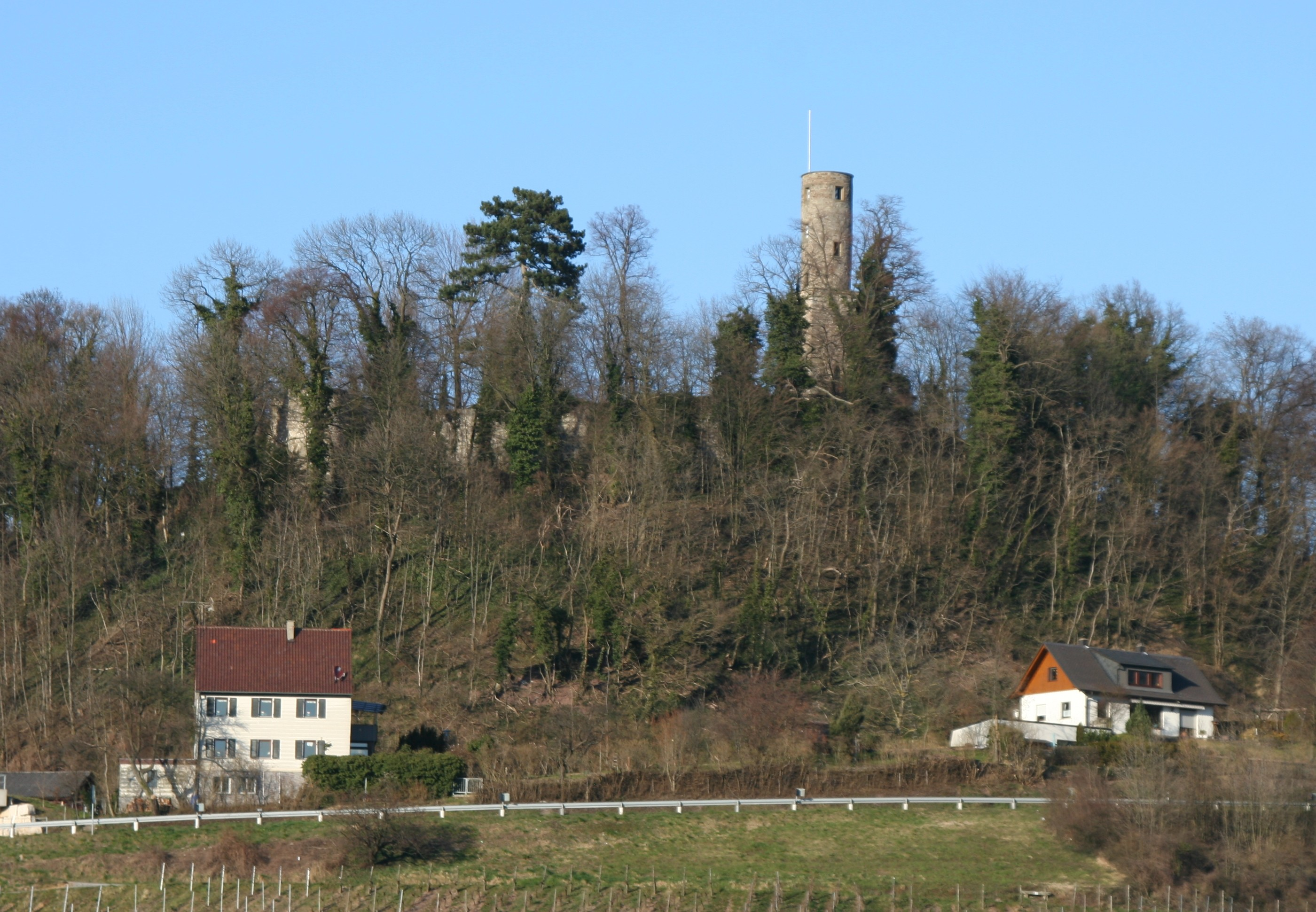
Ruinas del Castillo de Löwenstein.

- Luis I, Conde 1494-1523 (1463-1523), único hijo superviviente del Elector Federico I del Palatinado por su matrimonio morganático
  - Luis II, Conde 1523-1536 (1498-1536)
  - Federico I, Conde 1536-1541 (1502-1541)
    - Wolfgang I, Conde 1541-1571 (1527-1571), hijo mayor

### Condes de Löwenstein-Scharffeneck (1571-1633)
- Wolfgang II, Conde 1571-1596 (1555-1596), hijo mayor de Wolfgang I, Conde de Löwenstein
  - Jorge Luis, Conde 1596-1633 (1587-1633)

Jorge Luis sobrevivió a su único hijo, extinguiéndose esta línea. Su hija y heredera María Cristina de Löwenstein-Scharffeneck (1625-1673) contrajo matrimonio con Gabriel Oxenstierna, conde de Korsholm y Vaasa (1619-1673). Los siguientes Condes de Korsholm y Vaasa fueron sus descendientes.

### Condes de Löwenstein-Wertheim (1571-1636)

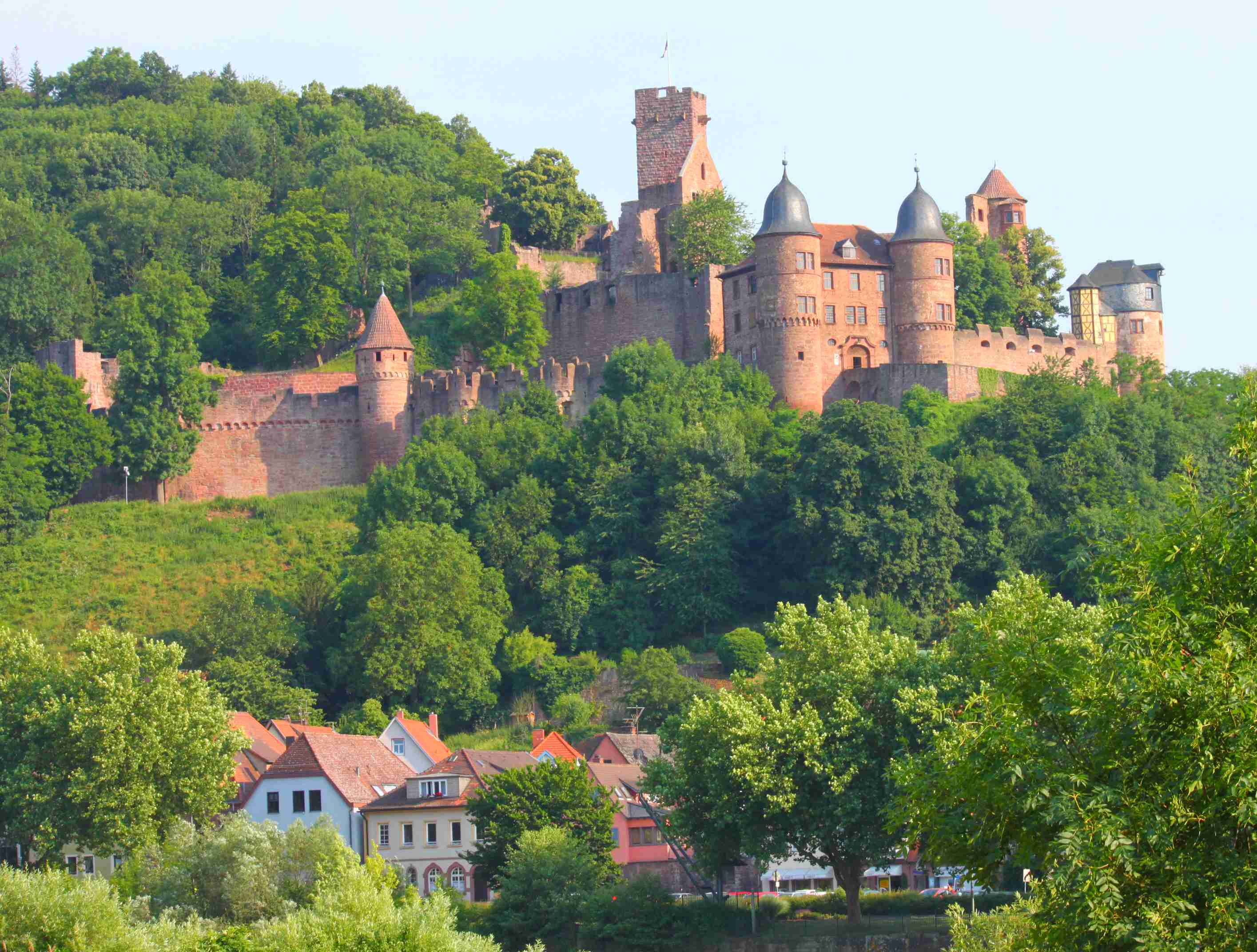
Palacio de Wertheim am Main.

- Luis III, Conde 1571-1611 (1530-1611), tercer hijo superviviente de Federico I, Conde de Lowenstein, desposó a la heredera de Wertheim am Main.
  - Luis IV, Conde 1611-1635 (1569-1635), segundo hijo; co-heredero con sus hermanos.
  - Wolfgang Ernesto, Conde 1611-1636 (1578-1636), tercer hijo, co-heredero con sus hermanos.

Luis IV no tenía descendientes conocidos. Wolfgang Ernesto solo tenía una hija, Dorotea Walpurga de Löwenstein-Wertheim (1628-1634), quien murió prematuramente antes que él. Sus líneas se extinguieron con sus propias muertes.

### Condes de Löwenstein-Wertheim-Virneburg (1611- 1812)[1]
- Cristóbal Luis, Conde 1611-1618 (1568-1618), hijo mayor de Luis III, Conde de Löwenstein-Wertheim, co-heredero con sus hermanos, desposó a la heredera de Virneburg
  - Federico Luis, Conde 1618-1657 (1598-1657)
    - Luis Ernesto, Conde 1657-1681 (1627-1681)
      - Joaquín Federico, Conde 1681-1689 (1666-1689)
      - Eucario Casimiro, Conde 1689-1698 (1668-1698)

    - Conde Federico Everardo de Löwenstein-Wertheim-Virneburg (1629-1683), desposó a Otilia, hija del Conde Otón de Lippe-Brake.
      - Enrique Federico, Conde 1698-1721 (1682-1721)
        -  Juan Luis Vollrath, Conde 1721-1790 (1705-1790)
          -  Juan Carlos Luis, Conde 1790-1812 (1740-1816), elevado a Príncipe de Löwenstein-Wertheim-Freudenberg.

### Condes de Löwenstein-Wertheim-Rochefort (1611-1712)[2]

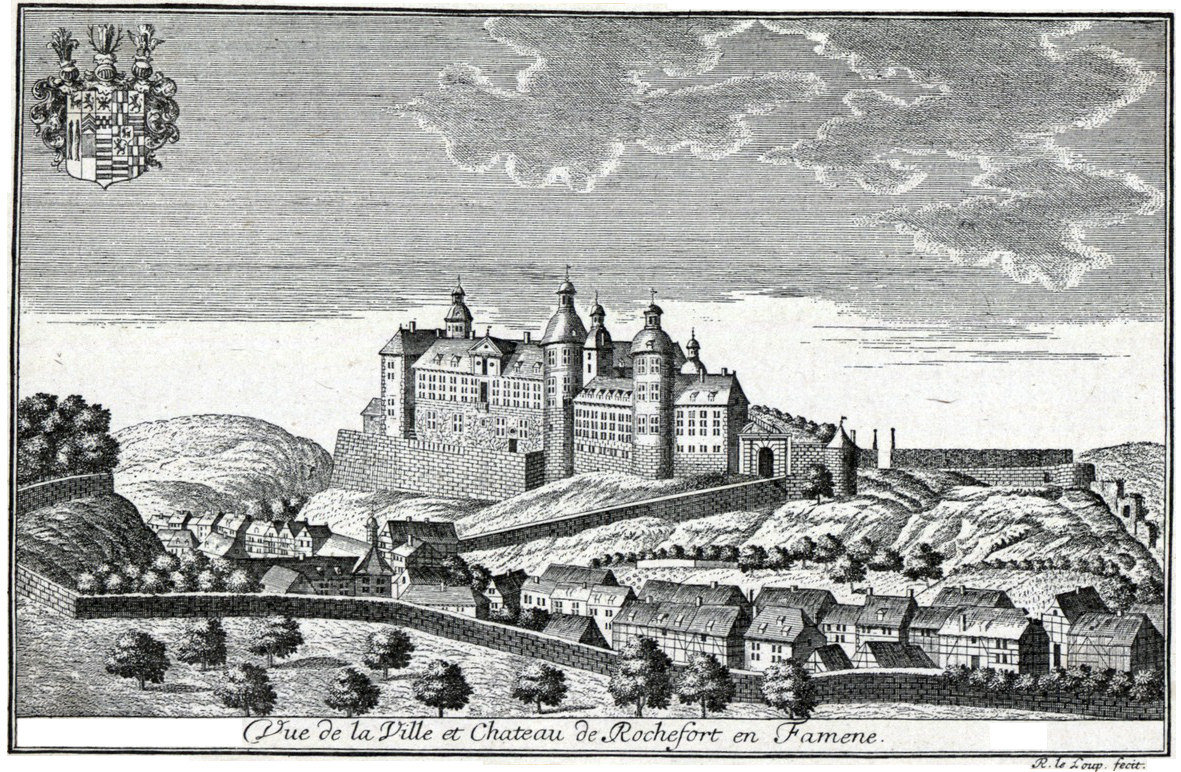
Rochefort, Bélgica.

- Juan Teodorico, Conde 1611-1644 (1585-1644), cuarto hijo de Luis III, Conde de Löwenstein-Wertheim, co-heredero con sus hermanos
  - Fernando Carlos, Conde 1644-1672 (1616-1672)
    - Maximiliano Carlos Alberto, Conde 1672- 1712 (1656-1718), elevado a Príncipe en 1712

### Príncipes de Löwenstein-Wertheim-Rochefort (1712-1803)
- Maximiliano Carlos Alberto, 1.º Príncipe 1712-1718 (1656-1718), el último Conde de Löwenstein-Wertheim-Rochefort
  - Dominico Marquard, 2.º Príncipe 1718- 1735 (1690-1735)
    - Carlos Tomás, 3.º Príncipe 1735-1789 (1714-1789)
    - Príncipe Teodoro Alejandro (1722-1780)

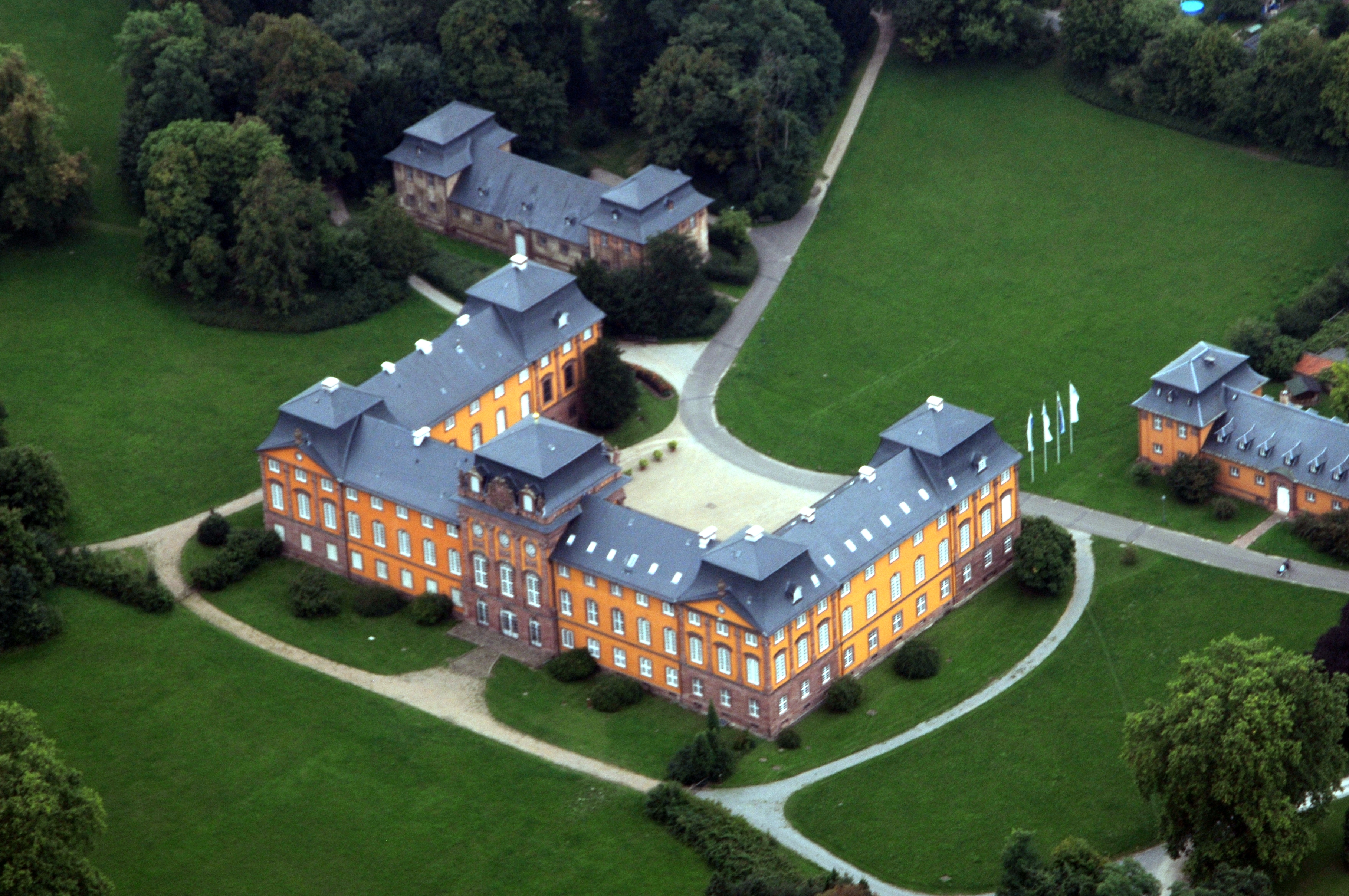
Castillo de Kleinheubach, residencia de los príncipes de Löwenstein-Wertheim-Rosenberg desde 1720.

      - Dominico Constantino, 4.º Príncipe 1789-1803 (1762-1814), título principesco modificado en 1803.

### Príncipes de Löwenstein-Wertheim-Rosenberg (1803-presente)[3]
- Dominico Constantino, 4.º Príncipe de Löwenstein-Wertheim-Rosenberg 1803-1814, previamente Príncipe de Löwenstein-Wertheim-Rochefort
  - Carlos Tomás, 5.º Príncipe 1814-1849 (1783-1849)
    - Príncipe Heredero Constantino de Löwenstein-Wertheim-Rosenberg (1802-1838)
      - Carlos I, 6.º Príncipe 1849-1908, abdicó para tomar los hábitos en una orden católica (1834-1921).
        - Aloisio, 7.º Príncipe 1908-1952 (1871-1952)
          - Carlos, 8.ª Príncipe 1952-1990 (1904-1990)
            - Aloisio Constantino, 9.º Príncipe 1990-presente (n. 1941)
              - Carlos Federico, Príncipe Heredero de Löwenstein-Wertheim-Rosenberg (1966-2010)
                - Príncipe Heredero Nicodemo (n. 2001)

### Príncipes de Löwenstein-Wertheim-Freudenberg (1812-presente)[4]

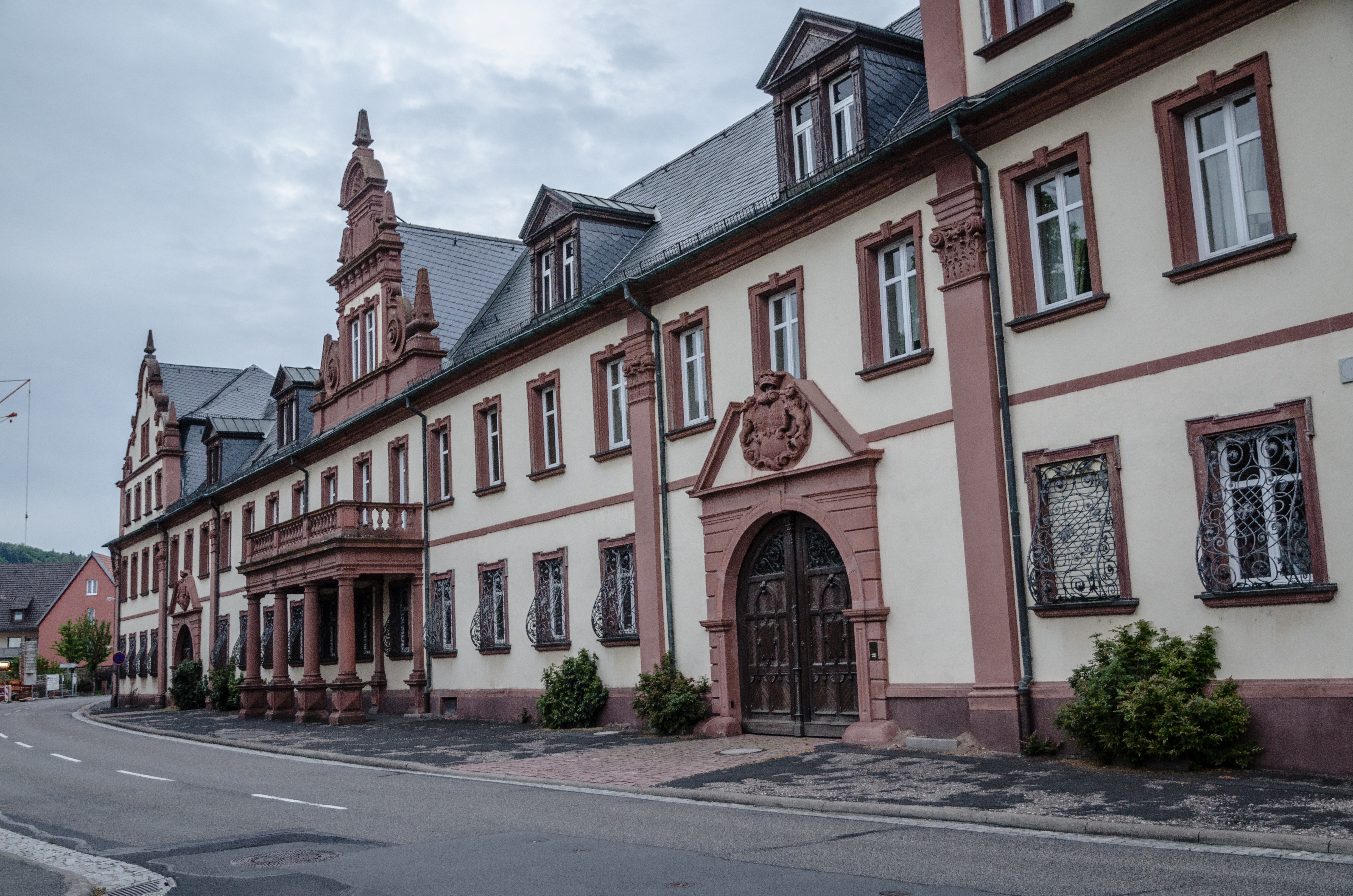
Castillo de Kreuzwertheim, residencia de los príncipes de Löwenstein-Wertheim-Freudenberg desde 1736.

- Juan Carlos, 1.º Príncipe 1812-1816 (1740-1816), el último Conde de Löwenstein-Wertheim-Virneburg
  - Jorge, 2.º Príncipe 1816-1855 (1775-1855)
    - Adolfo, 3.º Príncipe 1855-1861 (1805-1861)

  - Príncipe Guillermo Ernesto (1783-1847)
    - Guillermo, 4.º Príncipe 1861-1887 (1817-1887)
      - Ernesto Albano Luis, 5.º Príncipe 1887-1931 (1854-1931), abdicó en 1918
      - Príncipe Alfredo (1855-1925)
        - Udo, 6.º Príncipe 1931-1980 (1896-1980)
          - Alfredo Ernesto, 7.º Príncipe 1980-2010 (1924-2010)
            - Luis, 8.º Príncipe 2010-presente (n. 1951)
              - Luis, Príncipe Heredero de Löwenstein-Wertheim-Freudenberg (n. 1994)

            - Príncipe Udo (n. 1957)
              - Príncipe Jorge (n. 1993)
              - Príncipe (n. 1998)

      - Príncipe Guillermo Gustavo Luis (1863-1915)
        - Príncipe Wolfgang Guillermo Gustavo Carlos Luis (1890-1945)
          - Príncipe Wolfram Huberto Guillermo Enrique (n. 1941)
            - Príncipe Wolfram Miguel Nicolás Federico Jacobo (n. 1980)